# Asterina sublibera
Asterina sublibera är en svampart som beskrevs av Berk. 1855. Asterina sublibera ingår i släktet Asterina och familjen Asterinaceae.   Inga underarter finns listade i Catalogue of Life.